# Holden VS
De Holden VS is een serie van het Australische automerk Holden die in 1995 werd geïntroduceerd. De serie volgde toen de VR-serie op en was in feite een facelift daarvan. De veranderingen waren vooral onderhuids.

## Geschiedenis
Visueel bleven de wijzigingen beperkt tot nieuwe wielen en een hertekend embleem. Het was nog maar de derde keer dat het embleem gewijzigd werd. De tweede keer was bij de HQ-serie. Het kofferdeksel kreeg een lichte aanpassing en tweekleurige lak werd standaard.
Onder de motorkap was hard gesleuteld aan de V6-motor. Het vermogen steeg met 13% bij een 5% lager verbruik. De nieuwe V6 kreeg daarop de naam ECOTEC 3800 V6 mee. Ook de V8-motor bleef beschikbaar, hetzij met een hoger vermogen. Met de introductie van de Commodore Series II in 1996 kwam er ook een turbogeladen versie van de 3,8 liter V6 voor de duurdere Calais-, Statesman- en Capricemodellen.
Ook aan veiligheid werd gewerkt. De VS-serie kreeg voor het eerst een passagiersairbag en het Antiblokkeersysteem (ABS) werd geüpdatet tot de modernste versie. De VS-serie hield ook een aantal gelimiteerde modellen in. Daaronder de Statesman International Greg Norman uit 1997 waarvan slechts 250 exemplaren werden gebouwd in de tweede VS-serie. Op het einde, in de derde VS-serie, werd ook een gelimiteerde Ute SS gebouwd met 300 exemplaren.

## Modellen
- Apr 1995: Holden Commodore Executive Sedan
- Apr 1995: Holden Commodore Acclaim Sedan
- Apr 1995: Holden Commodore S Sedan
- Apr 1995: Holden Commodore SS Sedan
- Apr 1995: Holden Berlina Sedan
- Apr 1995: Holden Calais Sedan
- Apr 1995: Holden Statesman Sedan
- Apr 1995: Holden Caprice Sedan
- Apr 1995: Holden Commodore Executive Wagon
- Apr 1995: Holden Commodore Acclaim Wagon
- Apr 1995: Holden Berlina Wagon
- Apr 1995: Holden Ute
- Apr 1995: Holden Ute S
- Sep 1995: Holden Commodore Vacationer Sedan
- Sep 1995: Holden Commodore Vacationer Wagon
- Okt 1995: Holden Statesman International Greg Norman Sedan
- Mrt 1996: Holden Commodore Equipe Sedan
- Mrt 1996: Holden Commodore Equipe Wagon
- Jul 1996: Holden Commodore Executive/Equipe/Acclaim/S/SS Series II
- Jul 1996: Holden Berlina/Ute/Ute S Series II
- Sep 1996: Holden Calais/Statesman/Caprice Series II
- Sep 1996: Holden Commodore Executive SL/R 5000 Series II
- Feb 1997: Holden Commodore Esteem Sedan Series II
- Feb 1997: Holden Commodore Esteem Wagon Series II
- Feb 1997: Holden Statesman International Greg Norman Sedan Series II
- Mrt 1998: Holden Ute 50th Anniversary Series II
- Mei 1998: Holden Statesman/Caprice/Ute/Ute S Series III
- Jun 1998: Holden Ute SS Limited Edition Series III

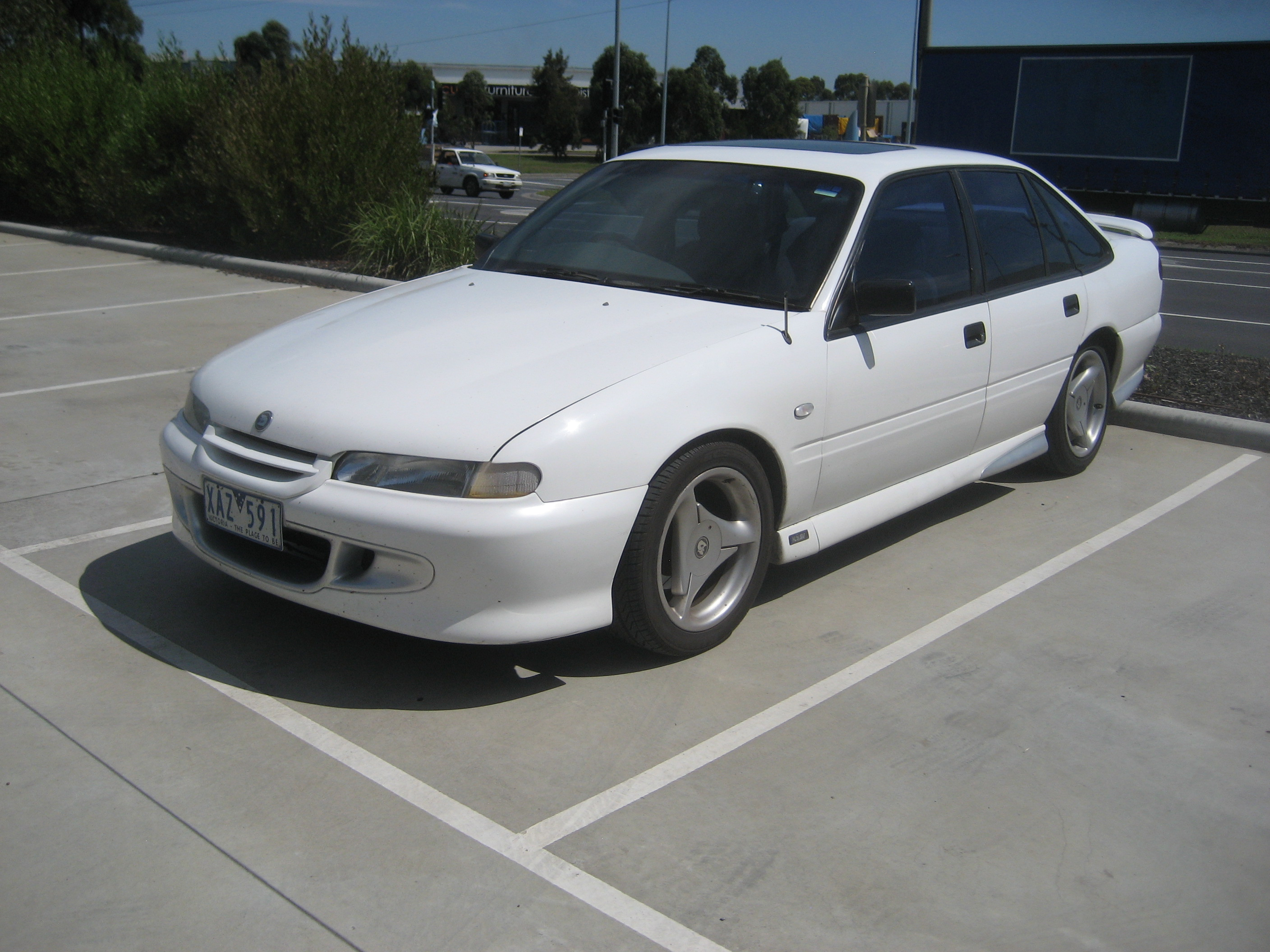
Holden VS Clubsport
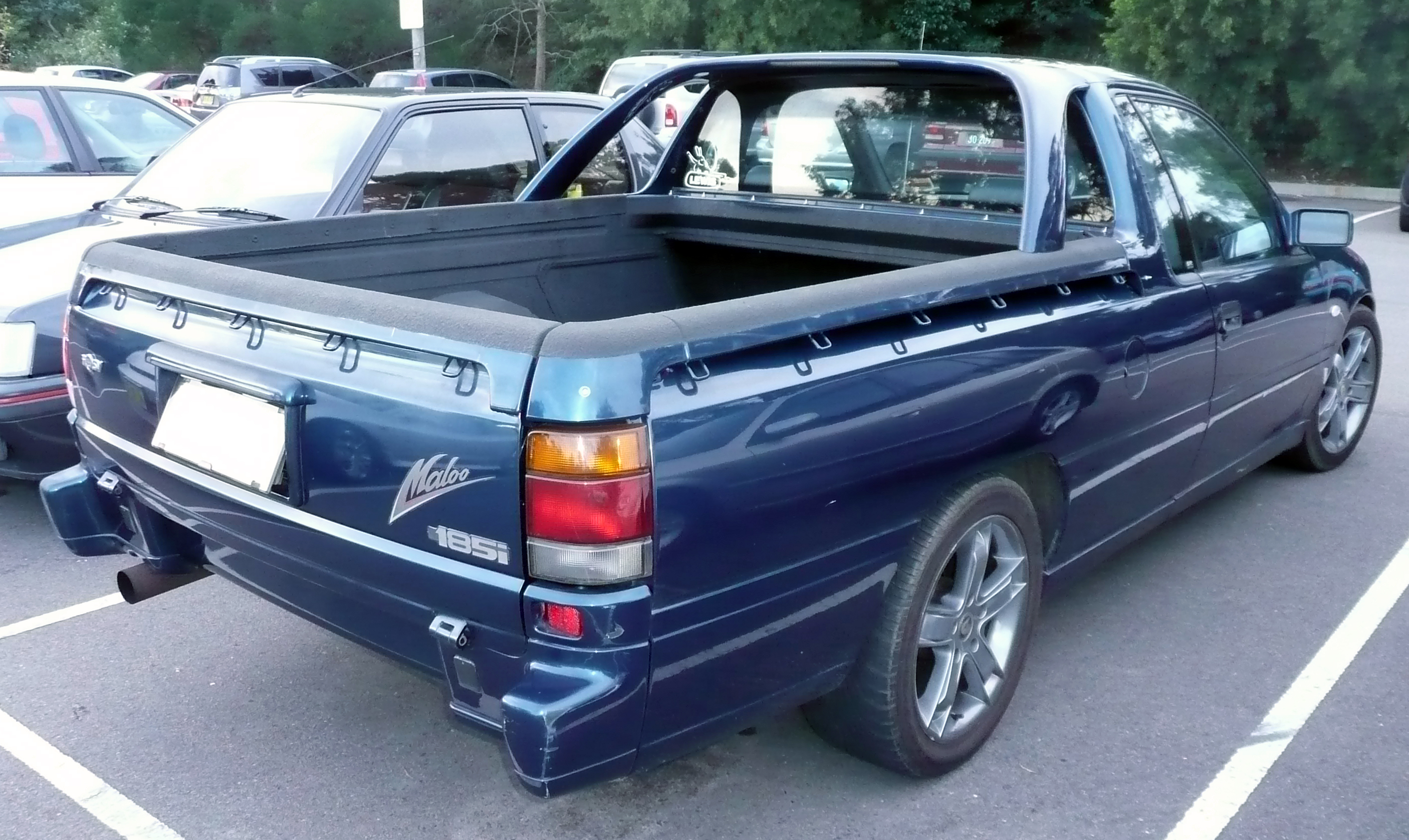
Holden VS Maloo Utility
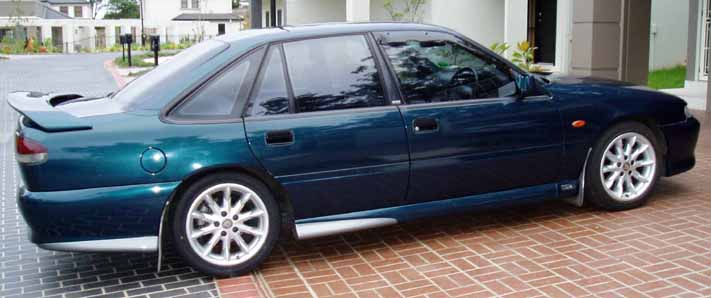
Holden VS Stock Senator
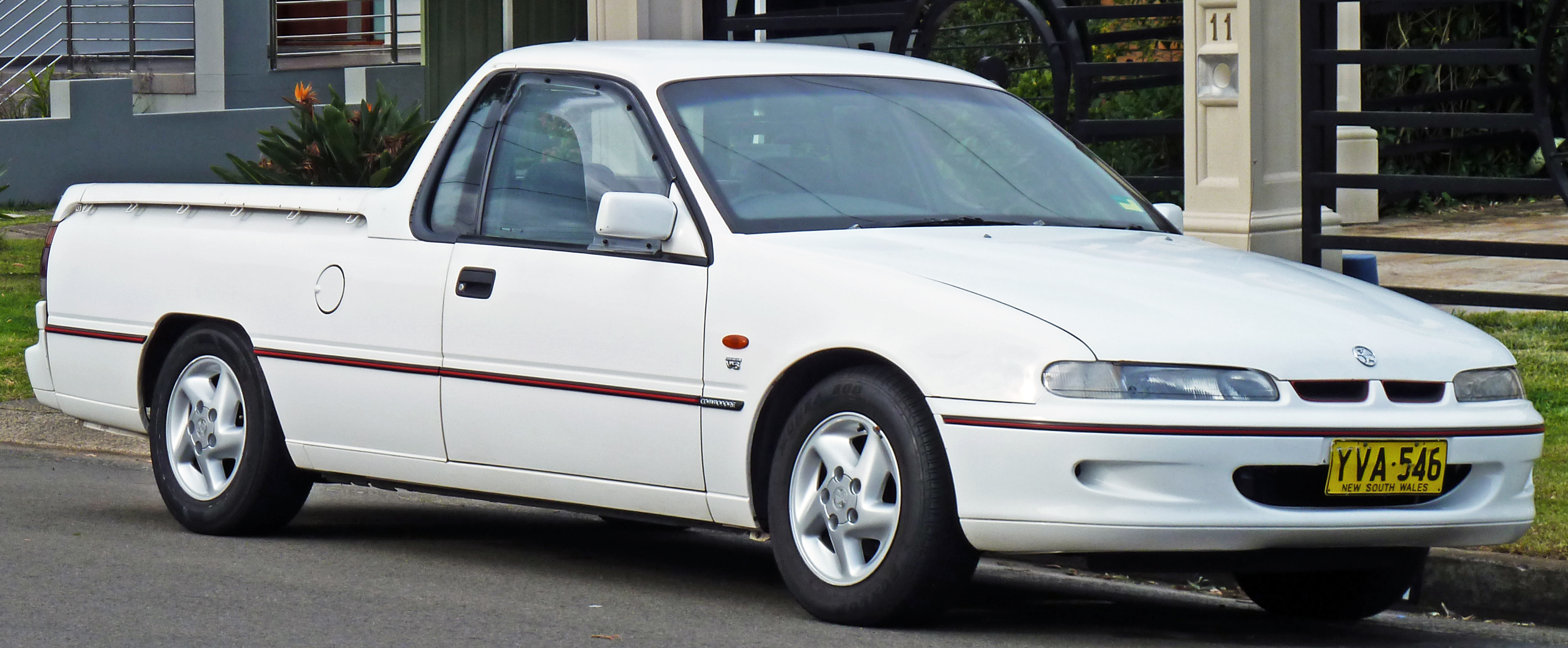
Holden VS II Commodore S Utility